# Orgulho e Preconceito (1940)
Pride and Prejudice (bra/prt: Orgulho e Preconceito) é um filme estadunidense de 1940, do gênero drama, dirigido por Robert Z. Leonard, e com roteiro baseado no livro homônimo de Jane Austen. Lançado nos Estados Unidos da América em 26 de julho de 1940,  o filme teve entre seus roteiristas Aldous Huxley. O roteiro utilizou a adaptação teatral feita por Helen Jerome sobre o livro de Jane Austen, e segue relativamente o romance, porém o final, em especial a confrontação entre Lady DeBourgh e Elizabeth Bennet, foi alterado.

## Sinopse
Mrs. Bennet (Mary Boland) e suas duas filhas mais velhas, Jane (Maureen O'Sullivan) e Elizabeth (Greer Garson), estão comprando novos vestidos, quando vêem dois cavalheiros e uma dama chegarem em uma rica carruagem. Elas descobrem que os homens são Mr. Bingley (Bruce Lester), que alugara a propriedade de Netherfield, e Mr. Darcy (Laurence Olivier), um poderoso cavalheiro que excitou Mrs. Bennet, ansiosa para conseguir um bom casamento para suas filhas. Após voltarem para casa, Mrs. Bennet tenta conseguir um encontro entre Mr. Bennet e Mr. Bingley, mas ele recusa.
Por ocasião de um baile, Elizabeth é rejeitada para dançar, por Mr. Darcy, e conhece Mr. Wickham, que conta a Elizabeth que Mr. Darcy o prejudicou. Quando Mr. Darcy pergunta a ela se quer dançar, ela recusa, mas quando Mr. Wickham a convida, em presença de Darcy, ela aceita.
O primo dos Bennets, Mr. Collins (Melville Cooper), chega procurando por uma esposa, e decide-se por Elizabeth. O comportamento da mãe e das jovens irmãs de Elizabeth, no baile, distanciam-na ainda mais de Darcy. No dia seguinte, Mr. Collins pede Elizabeth em casamento, mas ela recusa, e o primo firma compromisso com sua melhor amiga, Charlotte Lucas (Karen Morley).
Elizabeth visita Charlotte em sua nova casa, e através dela conhece Lady Catherine de Bourgh (Edna May Oliver), e também encontra novamente Mr. Darcy. Ele a pede em casamento, mas ela recusa, devido à história contada por Wickham e pelo fato de ele ter influenciado no fim do relacionamento entre Mr. Bingley e Jane.
Quando Elizabeth volta a Longborn, ela descobre que Lydia fugiu com Wickham. Mr. Darcy a visita e conta que Wickham nunca casará com Lydia, revelando que ele tentou fugir com sua irmã de 15 anos, Georgiana. Elizabeth compreende que está apaixonada por Darcy, mas acredita que ele jamais ficará com ela, devido ao ato de Lydia. Lydia e Wickham voltam para casa casados.
Posteriormente, Lady Catherine visita e revela que Mr. Darcy encontrou Lydia e forçou Wickham a casar com ela. Darcy volta, e declara seu amor a Elizabeth, que o aceita. O filme termina com um longo beijo entre Elizabeth e Darcy, com Mrs. Bennet os observando.

## Elenco

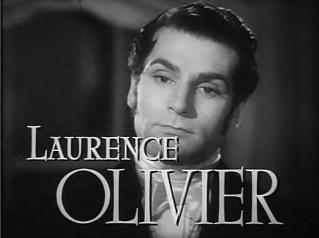
Laurence Olivier em Pride and Prejudice (1940).

- Greer Garson .... Elizabeth Bennet
- Laurence Olivier .... Fitzwilliam Darcy
- Mary Boland as Sra. Bennet
- Edna May Oliver .... Lady Catherine de Bourgh
- Maureen O'Sullivan .... Jane Bennet
- Ann Rutherford .... Lydia Bennet
- Frieda Inescort .... Caroline Bingley
- Edmund Gwenn .... Sr. Bennet
- Karen Morley .... Charlotte Collins
- Heather Angel .... Kitty Bennet
- Marsha Hunt .... Mary Bennet
- Melville Cooper .... Sr. Collins
- Edward Ashley Cooper .... George Wickham
- Elspeth Dudgeon .... Sra. King

## Premiações
- 1941: Oscar – Oscar de melhor direção de arte em Preto e Branco (Cedric Gibbons e Paul Groesse).[3]

## Galeria

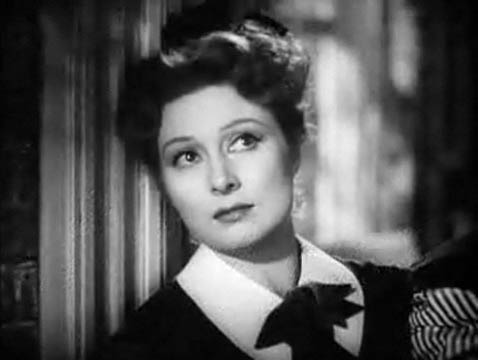
Greer Garson como Elizabeth Bennet
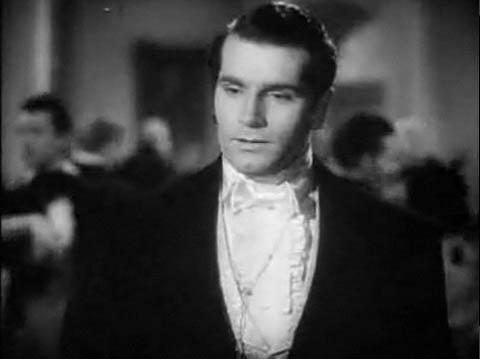
Laurence Olivier como Mr. Darcy
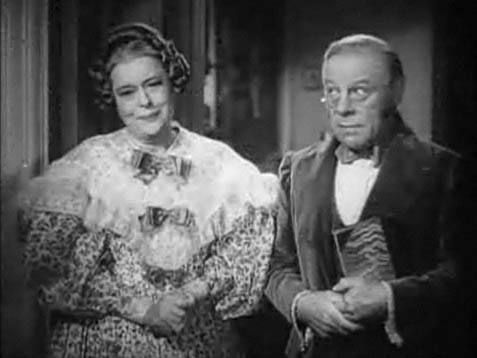
O casal Bennet (Mary Boland e Edmund Gwenn)
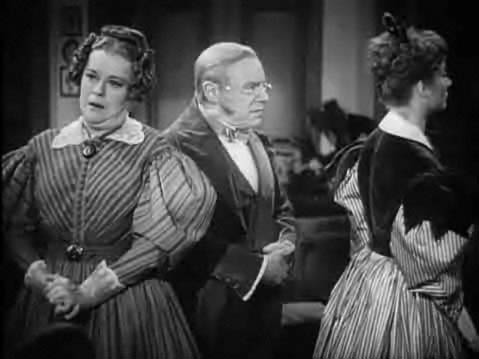
Elizabeth comunica aos pais sua recusa ao pedido de Mr. Collins
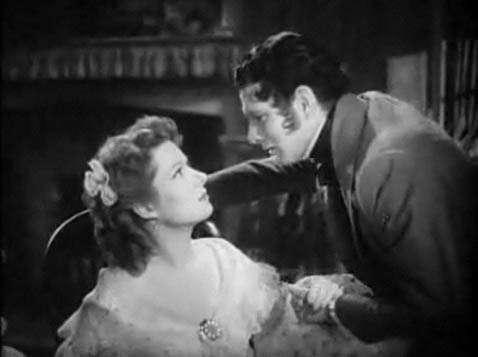
Darcy propõe casamento a Elizabeth
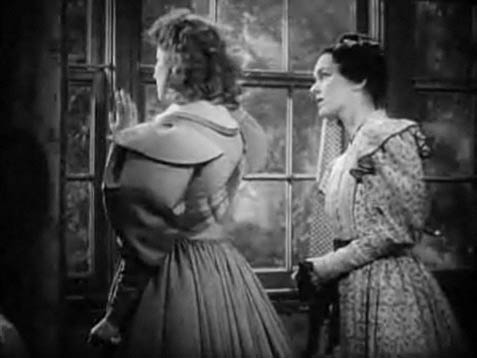
Elizabeth e Jane (Maureen O'Sullivan) preocupadas com Lydia
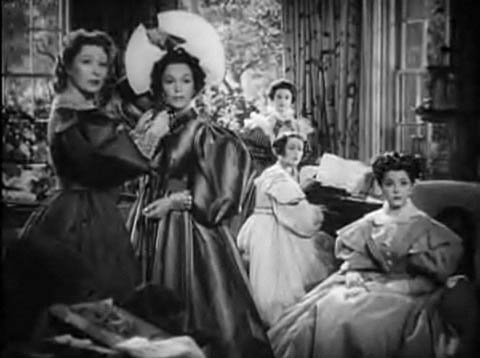
As irmãs Bennet (Greer Garson, Maureen O'Sullivan, Ann Rutherford, Marsha Hunt e Heather Angel)
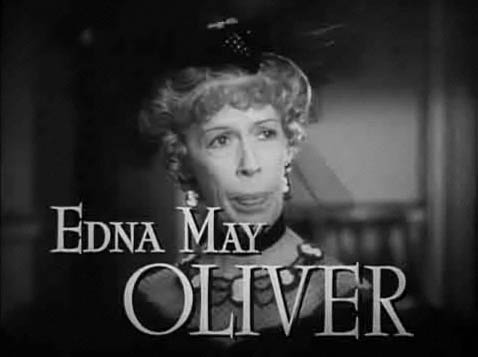
Edna May Oliver como Lady Catherine de Bourgh